# Eisenhower Medical Center

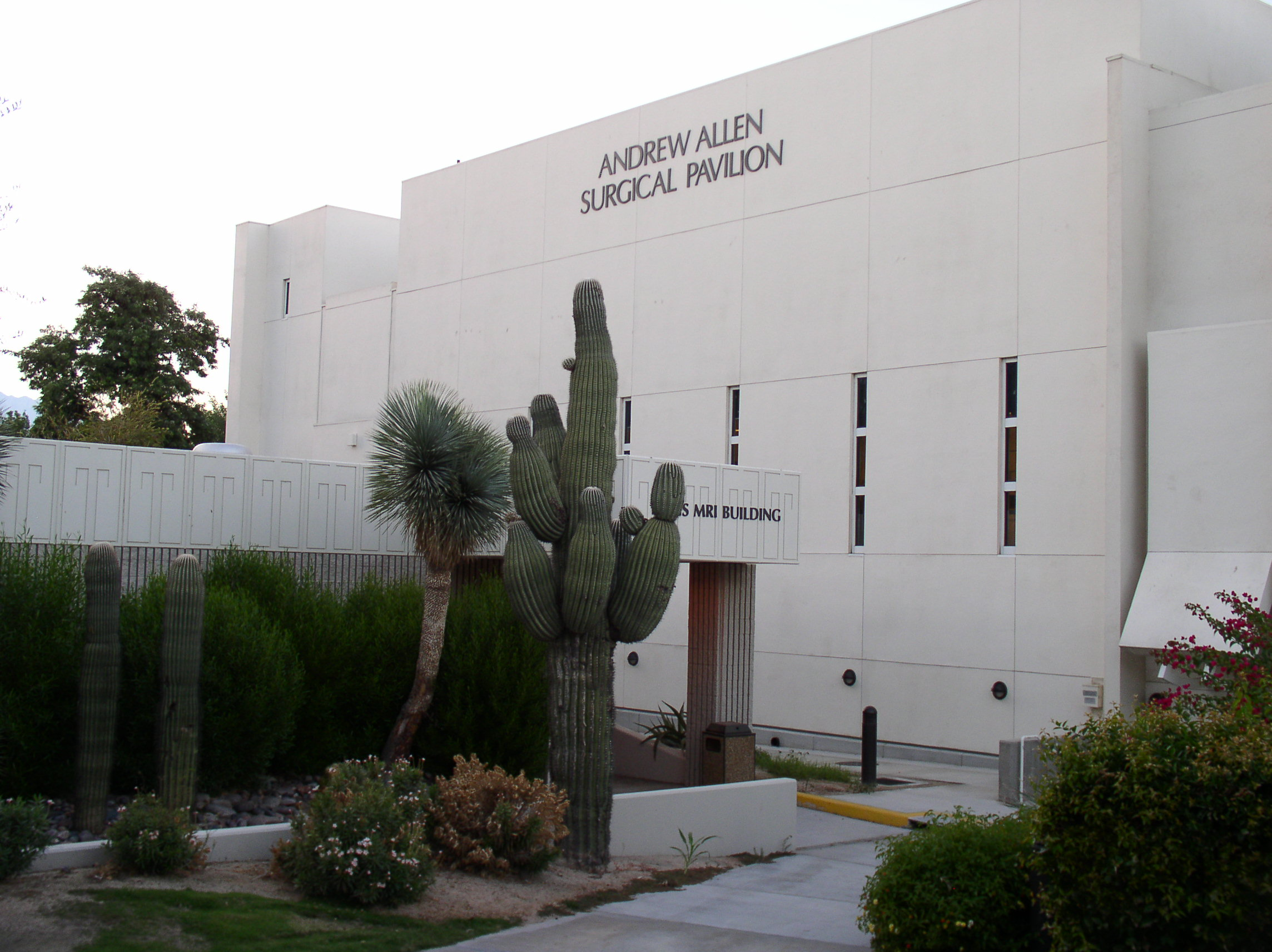
Pavillon de chirurgie.

Le Centre médical Eisenhower (en anglais : Eisenhower Medical Center) est un hôpital américain à but non lucratif situé à Rancho Mirage, en Californie. Il fait partie des meilleurs établissements de santé du pays et abrite le célèbre Betty Ford Center. Baptisé en l'honneur du président Dwight D. Eisenhower, il est fondé en 1966.  